# Estatutos de Lituania

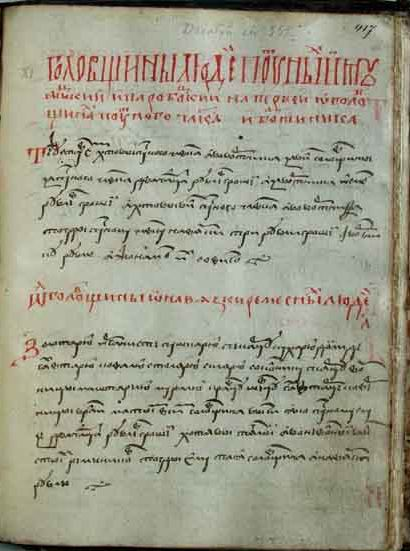
El primer estatuto, 1529.

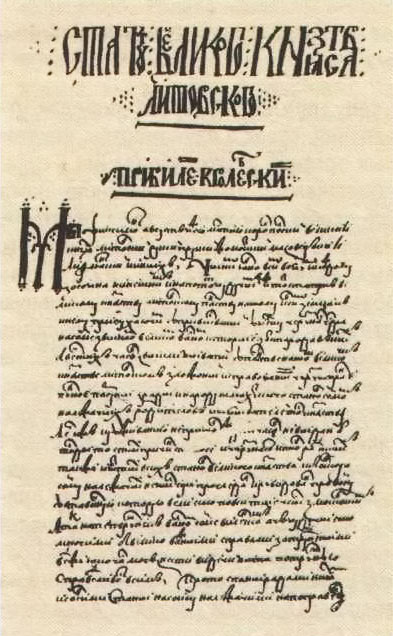
El segundo estatuto, 1566.

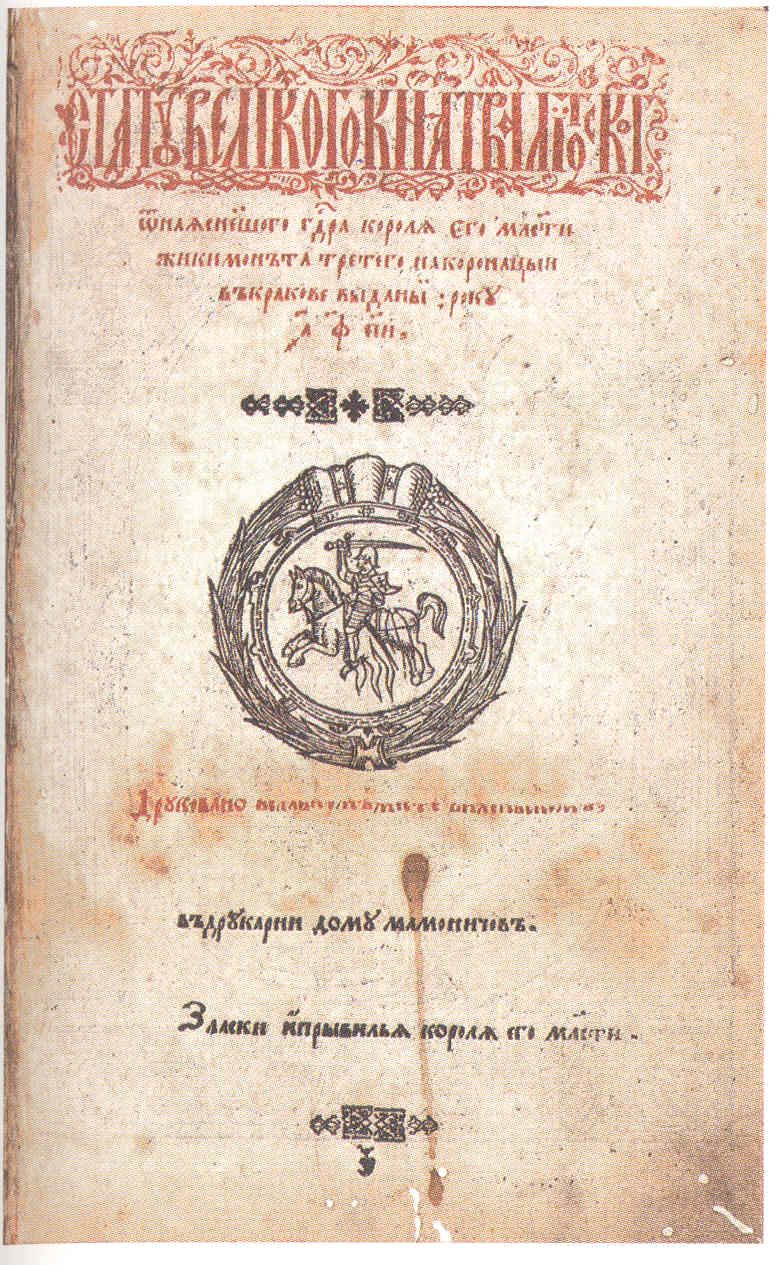
El tercer estatuto, 1588.

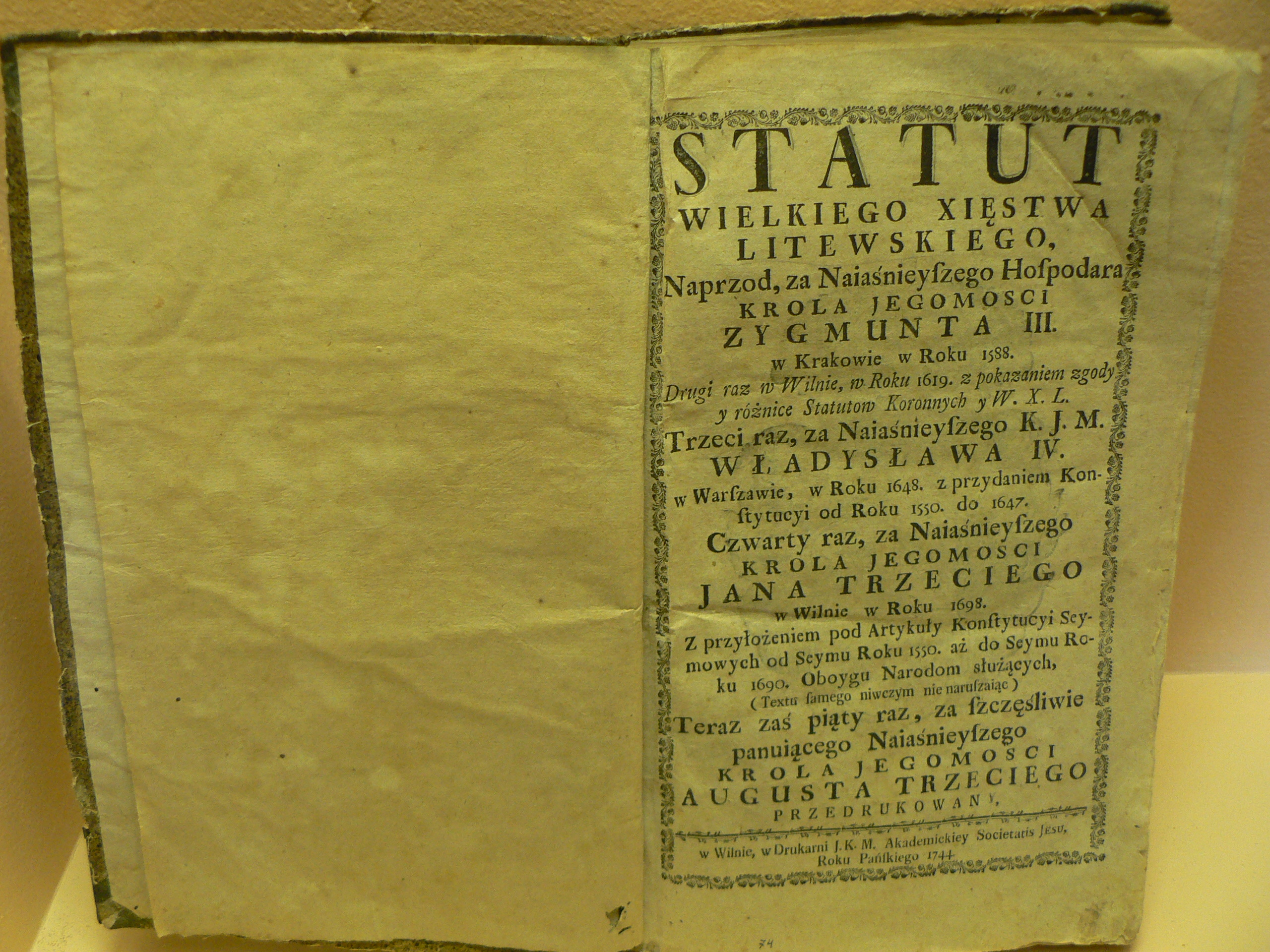
Reimpressió polonesa de 1744.

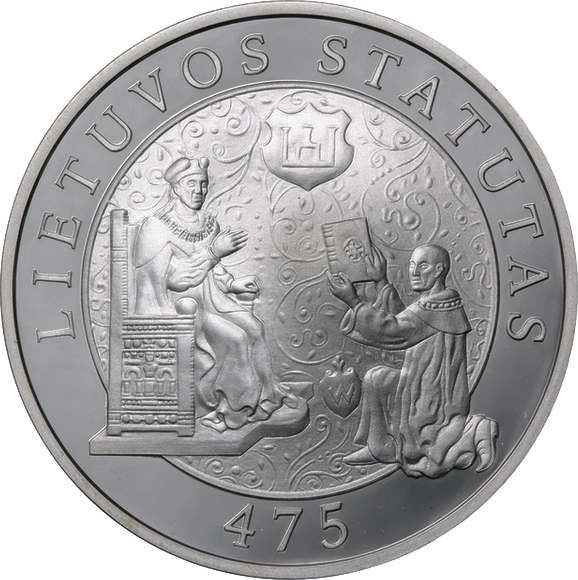
Moneda conmemorativa de 50 litas, dedicada al 475 aniversario del Primer Estatuto, (2004).

Los Estatutos de Lituania , originariamente conocidos como los Estatutos del Gran Ducado de Lituania (en lituano: Lietuvos statutai, en bielorruso: Статуты Вялікага княства Літоўскага, en polaco: Statuty litewskie), eran una codificación del siglo XVI de toda la legislación del Gran Ducado de Lituania y su sucesor, la República de las Dos Naciones. Los Estatutos consisten en tres códigos legales (1529, 1566 y 1588), todos escritos en ruteno, traducidos al latín y posteriormente al polaco. Constituyeron la base del sistema legal del Gran Ducado. Una de las principales fuentes de los estatutos fue la antigua ley rusa.

## Primero y segundo estatutos
El propósito principal del primer estatuto era normalizar y reunir varias leyes tribales y consuetudinarias para codificar en un solo documento.
El primer estatuto fue redactado en 1522 y llegó al poder en 1529 por iniciativa del Consejo de los Lores de Lituania. La codificación fue iniciada por el Gran Canciller de Lituania Mikołaj Radziwiłł como una nueva elaboración y ampliación del Código Casimiro. La primera edición fue vuelta a diseñar y completada por su sucesor Albertas Goštautas, que asumió el cargo de Gran Canciller de Lituania en 1522.
El segundo estatuto entró en vigor en 1566 por orden del rey de Polonia y Gran Duque de Lituania, Segismundo II Augusto Jagellón, siendo más grande y más avanzado. El Gran Duque realizó esto debido a la presión de la nobleza lituana, ya que la expansión de los derechos de los nobles desde la publicación del primer estatuto era redundante. El segundo estatuto fue preparado por una comisión especial, compuesta por diez miembros, designados por el Gran Duque y el Consejo de los Lores.

## Tercer estatuto
El tercer estatuto fue aceptado en 1588 en respuesta a la Unión de Lublin, que creó la República de las Dos Naciones. El principal autor y editor de este estatuto fue el gran canciller de Lituania Lew Sapieha de origen ruteno. Este estatuto fue el primero impreso -por contraste con los estatutos escritos antes a mano- en rutas utilizando el alfabeto cirílico.
Las traducciones del estatuto se publicaron en la Rusia moscovita y también en Polonia, donde en este momento las leyes no estaban codificadas y el estatuto lituano era consultado en algunos casos en los que, las leyes polacas, no estaban suficientemente claras o habían desaparecido.
El estatuto reorganizó y modificó la legislación vigente, e incluyó también nuevas leyes. Las características progresistas incluían una tendencia hacia penas severas, incluida la pena de muerte, que se ajustaba a la tendencia general del derecho europeo contemporáneo (Malleus maleficarum); también el estatuto codificaba que los crímenes cometidos por o contra personas de diferentes rangos sociales serían castigados igualmente, siguiendo la idea de igual valor de la vida humana. Sin embargo, los obstáculos, para que un campesino lograra que un noble fuera juzgado y condenado, eran mucho mayores que al contrario. Como prueba de ser reconocido como Gran Duque de Lituania, Segismundo III Vasa revisó la Unión de Lublin y aprobó el Tercer Estatuto de Lituania.
Muchas de las características del estatuto no estaban de acuerdo con las disposiciones de la Unión de Lublin, que no se menciona en absoluto al estatuto. Por ejemplo, las disposiciones sobre la distribución de las oficinas locales eran solamente para los nativos o, las personas que habían comprado este rango social, también las muchas y detalladas disposiciones sobre las asambleas de las fincas lituanas que fueron finalmente suprimidas por el tratado sindical Lublin. En la práctica legal cotidiana, el estatuto superaba el tratado de unión.
Un grupo que a menudo se oponía al estatuto fue la nobleza polaca, que lo consideraba inconstitucional, porque la Unión de Lublin estipulaba que ninguna ley podía entrar en conflicto con el derecho de la Unión. El estatuto al mismo tiempo, declaró que las leyes que estaban en conflicto con ella propiamente eran inconstitucionales. Los estatutos de Lituania también se utilizaron en los territorios de Lituania anexados por Polonia un poco antes de la Unión de Lublin. Estos conflictos entre los regímenes estatutarios a Lituania y Polonia persistieron durante muchos años.

## Implicaciones y desarrollos
Los intentos de la nobleza lituana de limitar el poder de los magnates lituanos condujeron el movimiento koekwacja Prawer -igualdad de leyes-, culminando en las reformas koekwacja del sejm electoral de 1697 (mayo-junio), confirmado en el sejm general de abril de 1698 en el documento Porządek sądzenia spraw w Trybunale Wielkiego Księstwa Litewskego. Estas reformas limitar la jurisdicción y la competencia de varias oficinas lituanas, como las del hetman, Kanclerz (canciller) Marszalek (mariscal) y podskarbi (subtesorero), para equipararlas con las de las oficinas correspondientes en la corona polaca. Muchas de estas oficinas, en la época, estaban ocupadas por miembros de la familia Sapieha, y los cambios se realizaron, al menos en parte, con miras a reducir su poder. Las reformas también instituyeron el polaco como lengua administrativa, reemplazando el ruteno, en documentos escritos y procedimientos judiciales, contradiciendo la redacción del Tercer Estatuto.
En 1791, se hicieron esfuerzos para cambiar el sistema y eliminar los privilegios de la nobleza, creando una monarquía constitucional con una ciudadanía moderna. Sin embargo, estos planes fracasaron cuando Rusia, alentada por Austria y Prusia, dividió la Confederación, aunque dejó los Estatutos lituanos en efecto en Lituania hasta 1840.

## Traducción de 1811
Después de la anexión de los territorios del Gran Ducado de Lituania al Imperio ruso se dejó a la población de estos territorios utilizar inicialmente las leyes locales, y así se salvó el valor del Estatuto de Lituania en los casos civiles. Esto llevó a la necesidad de la traducción del Estatuto de Lituania a la lengua rusa moderna para el uso de los senadores, y en 1811 se publicó una traducción hecha bajo la supervisión del fiscal jefe Posnikov del tercer Departamento del Senado de la edición polaca del año 1786. 
La edición de 1811 se distribuyó ampliamente en las tierras de la pequeña Rusia (actual Ukrania) y en las antiguas regiones de Lituania; al cabo de 10 años se realizó una nueva edición. Cuando comenzaron la traducción, apareció un artículo en el «Северном Архиве», que demostró que la edición polaca de 1786 tenía un texto muy distorsionado del primitivo Estatuto de Lituania. Ante ste hecho se suspendió la publicación de reimpresiones del Senado, y se planteó la cuestión del artículo incluyéndolo para su examen de 1616. Se formó una comisión especial a partir de funcionarios del Ministerio de Justicia y del Ministerio de Educación, a quienes se confió la producción de una nueva traducción del Estatuto de Lituania al ruso moderno, el trabajo de la comisión se completó en 1834, pero bajo la influencia de los acontecimientos de 1830-1831 con los polacos, el trabajo de la comisión permaneció inútil. En relación con la edición y difusión del «Código de leyes del Imperio ruso» a las gobernaciones occidentales, que incluía una serie de leyes locales, en 1840 se abolió el funcionamiento del Estatuto de Lituania en todas las antiguas regiones lituanas. Entre las disposiciones que pasaron del Estatuto de Lituania al Código de Leyes, las más importantes fueron las reglas sobre la administración de propiedades estatales y arrendadas.